# Kimberly Huie
Kimberly Huie là một nữ diễn viên người Canada gốc Jamaica, nổi tiếng với vai chính trong loạt phim truyền hình Liberty Street và G-Spot.
Sinh ra ở Kingston, Jamaica, bà chuyển đến Toronto, Ontario cùng gia đình khi bà lên năm tuổi. Cha của bà, Barry Huie, là một kỹ sư và nhà nhập khẩu sách, là người sáng lập hiệp hội cựu sinh viên trường Cao đẳng Kingston và là anh em họ của họa sĩ người Jamaica Albert Huie. Bà bắt đầu diễn xuất ở trường trung học, nhưng đã hoàn thành bằng cấp về chuyên ngành lịch sử và khoa học chính trị tại Đại học Toronto trước khi theo đuổi sự nghiệp chuyên nghiệp như một nữ diễn viên.
Các vai diễn xuất khác của bà đã bao gồm sự xuất hiện trong loạt phim truyền hình E.N.G., Forever Knight, Andromeda, Philly, Beautiful People, Studio 60 on the Sunset Strip, Chicago Hope, Grey's Anatomy, Rookie Blue, và loạt phim Wishmaster: The Prophecy Fulfilled, Hairshirt, Never Get Outta the Boat and Passenger Side.
Bà cũng đã diễn trên sân khấu. Trước Liberty Street, vai diễn được chú ý nhất của bà là trong Urban Donnellys, một chương trình sân khấu mà bà đã tạo ra với một tập thể nhà hát bao gồm Marium Carvell, George Chiang, Sonia Dhillon, David Fox, Kanika Kapoor, Greg Kramer, Jack Nicholsen, Jovanni Sy Waller. Năm 2013, bà xuất hiện trong vở kịch As Ever của Robert Chafe tại Nova Scotia.